# Свобода выражения (книга)
«Свобода выражения» (англ. Freedom of Expression) — книга, написанная Кембрю Маклаудом, посвящённая теме свободы слова в аспекте концепций интеллектуальной собственности. Книга была опубликована в 2005 году американским издательством Doubleday под названием «Свобода выражения: переусердствовавшие придурки копирайтеры и другие враги творчества», а в 2007 году университетом прессы Миннесоты как «Свобода выражения: сопротивление и репрессии в эпоху интеллектуальной собственности». Издание в мягкой обложке включает предисловие Лоуренса Лессига. 
Автор рассказывает об истории использования контркультурного искусства, незаконного искусства и использования произведений, защищенных авторским правом, как формы добросовестного использования и творческого самовыражения. Книга побуждает читателя использовать добросовестное использование в искусстве и других формах творческого самовыражения.
Книга получила положительные отзывы, а круглый стол по интеллектуальной свободе IFRT американской библиотечной ассоциации наградил Маклауда премией Эли Оболера, которая присуждается за «лучшую опубликованную работу в области интеллектуальной свободы».

## История
Маклауд впервые опубликовал книгу в виде сборника сочинений в формате журнала. «Свобода выражения» впервые была опубликована в 2005 году издательством Doubleday под названием «Свобода выражения: переусердствовавшие придурки копирайтеры и другие враги творчества» (англ. Freedom of Expression®: Overzealous Copyright Bozos and Other Enemies of Creativity), а в 2007 году книга была издана университетом прессы Миннесоты под названием «Свобода выражения: сопротивление и репрессии в эпоху интеллектуальной собственности» (англ. Freedom of Expression®: Resistance and Repression in the Age of Intellectual Property). Издание книги 2005 года свободно распространялось по лицензии Creative Commons.

## Содержание

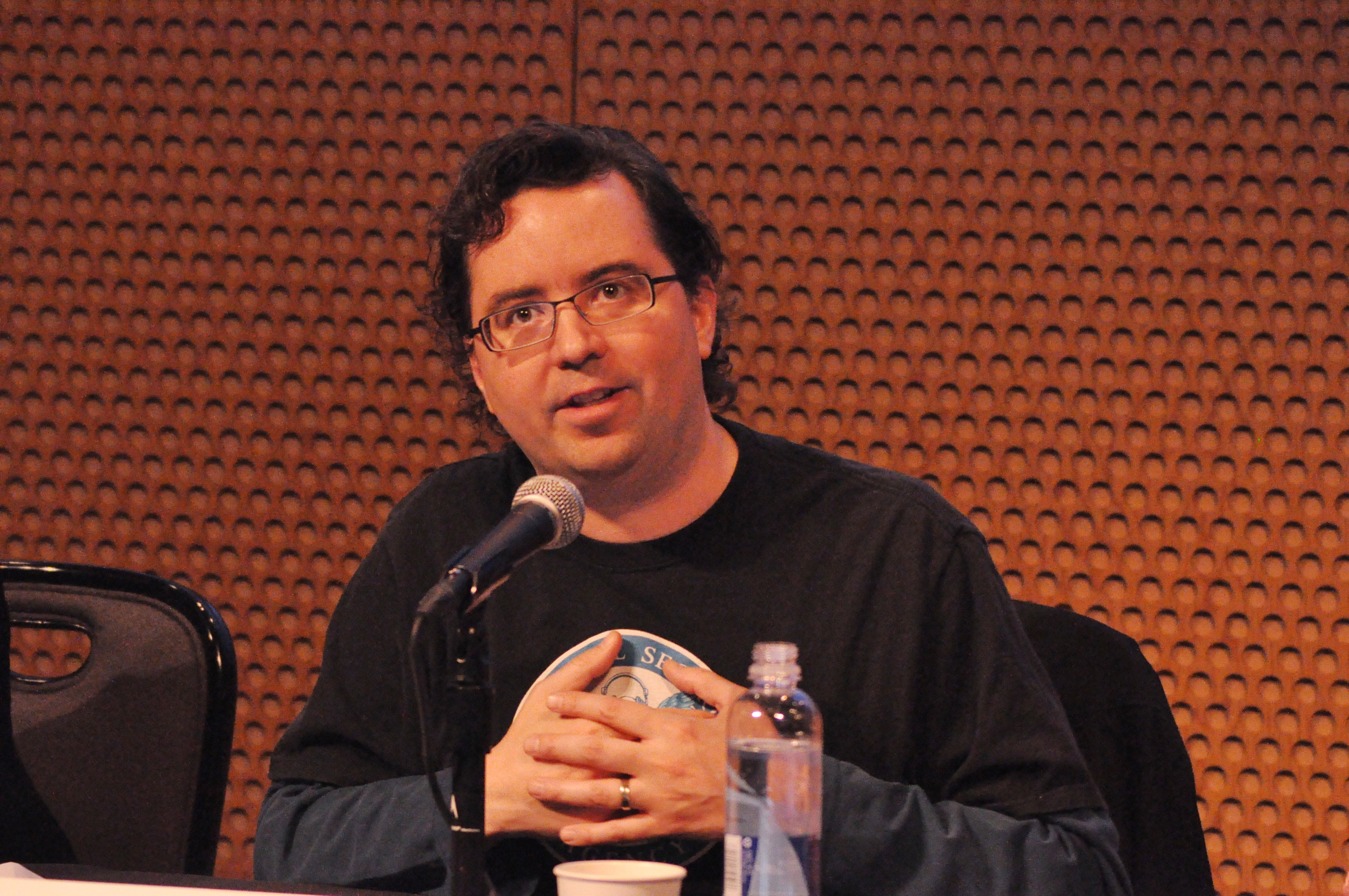
Кембрю Маклауд на конференции в 2010 году

В своей книге Кембрю Маклауд обсуждает концепцию свободы выражения мнений в отношении культурных норм и то, каким образом общество позволяет корпорациям влиять на мнение людей. Маклауд обсуждает собственные шалости, такие, например, как регистрация им в 1998 году фразы «Свобода выражения» в качестве товарного знака в США, и заявление, что он возбудит иск против лиц, которые впоследствии используют эту фразу без его разрешения. Маклауд сказал, что „если бы ACLU захотел бы выпустить журнал с названием «Свобода выражения», им пришлось бы заплатить мне гонорар“. После того как телекоммуникационная компания AT&T использовала эту фразу во время маркетинговой кампании, адвокат Маклауда отправил письмо с просьбой о прекращении использования его торговой марки. В своей книге «Владение культурой: авторство, собственность и права интеллектуальной собственности» Маклауд сказал, что целью регистрации товарного знака «Свобода выражения» было вызвать социальный отклик в СМИ. Впоследствии фраза вернулась в общественное достояние.

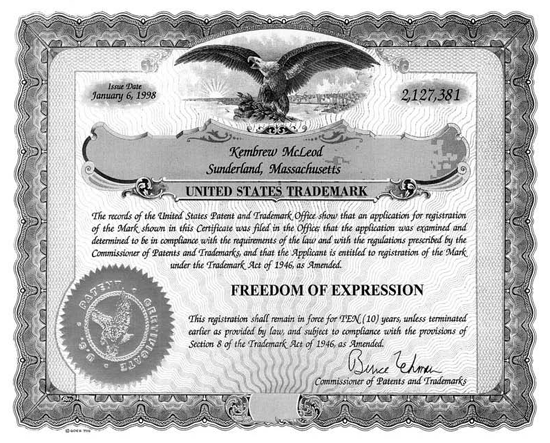
Свидетельство о регистрации «Свободы слова» от ведомства по патентам и товарным знакам США

Маклауд также обсуждает историю контркультурного искусства. Он затрагивает такие темы, как дадаистские художественные стили и инцидент, в котором Ванна Уайт инициировала судебный процесс против Samsung Electronics за рекламу с участием робота, утверждая, что это нарушает её права. Он исследует концепцию добросовестного использования и призывает читателя использовать защищённые авторским правом произведения в альтернативных формах искусства. Он также даёт свою версию истории песни «Happy Birthday to You», высказываясь против авторских прав на эту песню, рассказывает об использовании сэмплирования в музыкальной индустрии и обсуждает незаконное искусство. Маклауд пишет, что угроза судебного иска от компании не обязательно является признаком фактической преступной деятельности и эти угрозы в отношении деятеля и творчества могут быть преодолены при наличии решительности.

## Рецензии
В 2006 году круглый стол американской библиотечной ассоциации наградил Маклауда премией Эли Оболера, которая присуждается за «лучшую опубликованную работу в области интеллектуальной свободы», и признал книгу «лучшей опубликованной работой в области интеллектуальной свободы». В 2006 году Маклауд был единственным получившим эту премию.
Сива Вайдьянатхан из The American Scholar в своей рецензии пишет, что Маклауд „ведёт личный отчет о том, как интеллектуальная собственность связана с людьми и как он связан с ней“, и что „Маклауд ироничен и остроумен, пишет в «молодёжном стиле под влиянием хип-хопа», что демонстрирует его уверенность в излагаемом материале и в культуре, которая так много для него значит.“
Эрик Андерсон из The Journal of Popular Culture высоко оценил использование автором различных интервью у творческих людей в своей книге. Андерсон сказал, что книга „заставляет думать, а иногда и смеяться вслух от разбора конкретных способов приватизации идей, которая подавляет творчество в современной культуре.“ Андерсон также упоминает необычную тактику издания книги — выпуск её под свободной лицензией.